# ロザリオ・コンフラタニティ
聖なるロザリオのコンフラタニティは、ドミニコ会の管理と指導のもとにあるローマ・カトリックの大信心会、もしくは霊的な繋がりである。そのメンバーは、毎週、ロザリオを全環唱えることを勤めとしている。

## 歴史

ドミニコ会紋章

15世紀の最後の四半世紀より前にロザリオの信心会が存在していたという十分な証拠はない。ドミニコ会のギルドや友愛会は存在していたが、ロザリオと関係があったかは知られていない。Alanus de Rupe (Alan de la Roche)の伝道を通じて1475年頃よりこのような団体は設立されるようになった。
最初のロザリオの信心会は、1474年にケルンでJames Sprenger神父により設立された。
「絶え間ないロザリオの会」（Perpetual Rosary）は、メンバーたちが自分たちに決められた時刻にロザリオを唱え、日中も夜も継続的に祈り続ける団体である。この組織が17世紀頃からロザリオの大信心会（ロザリオ・コンフラタニティ）へと発展していった。
ロザリオ・コンフラタニティは、1898年に教皇レオ13世により、使徒的憲章にもとづき再編成された。

## 組織
ロザリオ・コンフラタニティ（大信心会）は、ドミニコ会の管理のもとにある。このように管理されている他の会としては聖なる御名の大信心会（Confraternity of the Holy Name）と天使的な戦いの大信心会（Confraternity of Angelic Warfare）がある。
ドミニコ会の会長の認可なしにして信心会は設立されることはない。ドミニコ会の会長が新しい信心会に対して発行する「設立の証書」においては、次の条項が加えられている。すなわち、そのドミニコ会の団体の兄弟・姉妹たちによって神の恵みにより世界のいたるところで行われる善行への参加」をすべての入会メンバーたちに認めるものとする。
世界のいたるところで、ドミニコ会の異なる管区はロザリオ・コンフラタニティの支部を保有し、管理している。米国においては、東ドミニコ会管区（聖ヨセフの管区）がオハイオ州のコロンバスを拠点に置く支部を保有している。西ドミニコ会管区（イエズスの聖なる御名の管区）はオレゴン州ポートランドにあるロザリオ・センターにその本部を置いている。ロザリオ・コンフラタニティは、カトリック教会内の大信心会のなかではで恐らく最も大きな団体であろう。

## 恩恵と義務
ロザリオ・コンフラタニティのメンバーたちの唯一の義務は、各週のうちに決められた分のロザリオの祈りをすることだけである。この義務には罪の拘束はない（果たさなくても罪とはならない）。メンバーたちはいくつかの部分・全免償に加えて、世界のいたるところにいる他のメンバーたちがお互いの意向のために祈る、無数のロザリオからも恩恵を受けることができる。さらに、入会したメンバーたちはドミニコ会に所属する修道士と修道女たち、シスターたちと信徒たちが行うすべての祈りと善行にも含まれる。ロザリオ・コンフラタニティは、「光と命」（"Light and Life"）という会のニュース・レターを2ヶ月ごとに出版している。

### 免償
1.ロザリオ・コンフラタニティのメンバーたちには、通常の条件のもとで次の全免償が与えられる。
a) 入会日（申し込みフォームが受理された後、入会の予定日（入会日）が記載されたメンバーシップの証明書が送付される。）
b) 次の祭日：クリスマス、イースター、聖母マリアの受胎告知の祝日、主の奉献の祝日、聖母の被昇天の祝日、ロザリオの聖母の祝日（10月7日）と無原罪の聖マリアの祝日（12月8日）
2.ロザリオを祈るメンバーたちには、通常の条件のもとで以下の場合にも全免償が与えられる。
a) 教会、あるいは公な祈祷堂でロザリオを祈ったとき。
b) 家族と共に祈ったとき（家族のロザリオ）
c) 信仰のコミュニティ、あるいは信仰の会において祈ったとき。
上記の以外では、部分免償が与えられる。

### 義務
入会の必須条件として、コンフラタニティの各メンバーは各週ごとにロザリオの祈りを15連（喜・苦・栄の合計15神秘）を唱え、自分が含める意向にコンフラタニティの他メンバーたちの意向も含めることを約束する。この条件が会のメンバーたちの唯一の義務である。この義務には罪の拘束はない（果たさなくても罪とはならない）。
教皇ヨハネ・パウロ2世は、2002年の使徒的勧告のなかで「光の神秘」と自らが名付けられた5つの神秘を任意の祈りとしてロザリオに加えられた。新しい5つの神秘は任意の祈りのため、厳密に言えば聖ドミニコのロザリオを成す必須の部分にはならない。ロザリオ・コンフラタニティのメンバーたちは新しい光の神秘についてはまだ必須とされておらず、伝統的な15の神秘を祈ることで会の義務を果たすことができる。伝統的な15の神秘は、喜び・苦しみ・栄えの神秘からなる。

## コンフラタニティの活動
「絶え間ないロザリオの会」（Perpetual Rosary）は、メンバーたちが自分たちに割り当てられた時刻にロザリオを唱え、日中も夜も継続的にロザリオを祈り続ける会である。この組織が17世紀頃からロザリオ・コンフラタニティへと発展していった。この活動は、その目的のために今もなお存続する様々な修道会と平信徒の会において続けられている。
「生けるロザリオの会」は、1826年に Pauline Marie Jaricot によって設立された。この会はロザリオ・コンフラタニティとは別の団体であるが同じくドミニコ会の管理下にあり、その目的も一致する。この会は15のメンバーたちからなるサークルを1つの単位とし、各々のメンバーは毎日1つ神秘を唱えるので全員でロザリオを全環唱えることに至る。1877年に教皇ピウス9世は、生けるロザリオの会のすべての団体をドミニコ会の会長の管理下に移した。しかしながら、近年において生けるロザリオの会の管理はそれぞれの地区の司教へと移された。
ロザリオの祈りとカルメル山の聖母の茶色スカプラリオとファティマの聖母は密接な関係にあるため、ロザリオの様々な信心会は、会の目標が繋がっている「茶色スカプラリオのコンフラタニティ」（Confraternity of the Brown Scapular）と「ファティマの世界使徒会」（World Apostolate of Fatima）とは密接な関係にあることが多い。
米国のいくつかの教区ではロザリオ・コンフラタニティは「祭壇のロザリオの会」とも呼ばれている。

## 17世紀の日本での活動
17世紀の日本においてロザリオ・コンフラタニティのメンバー達はドミニコ会のメンバーたちと力を合わせて自分たちの信仰の義務に献身していた。彼らは霊的な修練を通じてドミニコ会全体の霊的な恩恵を共にしていた。
日本の信者たちはひとたびコンフラタニティのメンバーになると自分たちをドミニコ会の家族の一員としてみなした。また、ドミニコ会のメンバーたちもそうみなした。彼らは日本の宣教師たちに宿と他のすべての必要なものを提供した。そして、自分と自分の家族たちの命さえも危険に委ねた。
ドミニコ会の歴史学者たちは聖職者、教師、宿屋の主人、そして他の後援者としてドミニコ会のメンバーとなった者たち以外にも幾万もの日本人のキリスト者がロザリオ・コンフラタニティに入会していたことを伝えている。ロザリオ・コンフラタニティの大多数のメンバーについては知られていないが、数名の名前は知られている。ドミニコ会士の主要な宿主だったか彼らと何らかの繋がりがあった者たちである。彼らのほとんどは殉教した。彼らについては日本のドミニコ会殉教者の一覧に掲載してある。
ロザリオ・コンフラタニティのメンバーたちは、他のキリスト者を励まし、助け合い、牢獄に捕まっている者たちの訪問を続けた。フランシスコ村山神父は、アントニオ村山等安という長崎代官の2人目の息子であった。彼は、迫害のなかメンバーたちに宣教者たちを見えないように隠すよう計らった。1615年の春、彼は大阪に赴いた。その間、ナバレテ神父がすべての責任を引き受けた。フランシスコ村山神父は、大阪城の防衛にあたっていたキリスト者の兵士たちを助けに行き、城の近くで攻撃を受け死去した。その後の1615年の夏、ナバレテ神父が地方の司教代理となった。コンフラタニティのメンバーたちは、純白の制服、前にドミニコ会の紋章と縁飾りとしてロザリオがついた手首までの黒い上着を身につけていた。

## 会に所属していた日本の殉教者たち
以下が1867年7月7日に福者に列福されたロザリオ・コンフラタニティのメンバーたちである。多くが日本205名の殉教者として知られている。
アンドレス村山徳安　(1619年殉教)
モラレス神父を匿う役割をした。
コスメ竹屋　(1619年殉教)
韓国人でドミニコ会のオルスッチ神父とサント・ドミンゴ神父を匿う役割をした。
ジョン・ショウザエモン・ショウン　(1619年殉教)
メナ神父を手厚くもてなした。
トマス籠手田きゅうに　(1619年殉教)
彼は平戸の著名な籠手田家の出身であった。アンドレス村山徳安と同じ通りに住んでいてモラレス神父を通報しなかったため1619年11月27日に斬首刑により殉教。
アントニオ木村　(1619年殉教)
彼は長崎の役人・末次平蔵の親戚であった。コスメ竹屋と同じ通りに住んでいた。1619年11月27日、オルスッチ神父とサント･ドミンゴ神父の通報をしなかったため24歳の若さで斬首刑により殉教。
ミゲル竹下　(1619年殉教)
アントニオ木村の隣人であった。役人たちに宣教師たちについて知らせなかったため、1619年11月27日、27歳のときにアントニオとともに斬首刑により殉教。
レオン中西　(1619年殉教)
前述した者たちと同じ通りに住んでいた。彼らのようにオルスッチ神父とサント・ドミンゴ神父を匿った。1619年11月27日、27歳のときに木村と竹下とともに斬首刑により殉教。
パブロ永石　(1622年殉教)
ドミニコ会メンバーたちに奉仕していた伝道師たちの最長年齢であった。1622年9月10日に殉教した。
バルトロメ関　(1619年殉教)
オルスッチ神父とサント･ドミンゴ神父が隠れていた通りに住んでいた。彼らを通報しなかったため1619年11月27日に斬首刑により殉教。
ジョアン岩永　(1619年殉教)
バルトロメ関と同じ日に同じ理由により斬首刑により殉教。
アレホ中村　(1619年殉教)
関と岩永と同じ理由で斬首刑により殉教。
マチアス小坂　(1619年殉教)
メナ神父が隠れいてた通りに住んでいた。
通報しなかったため1619年11月27日に斬首刑により殉教。
ラモン松岡みよたろ　(1619年殉教)
小坂と同じ日に同じ理由で斬首刑により殉教。
マチアス中野みよたろ　(1619年殉教)
メナ神父を匿ったため上記メンバーたちとともに斬首刑により殉教。
ジョアン本山　(1619年殉教)
メナ神父を匿ったため上記メンバーたちとともに斬首刑により殉教。
ガスパル上田彦次郎とアンドレス吉田　(1617年殉教)
2人は捕らえられ1617年10月1日に斬首刑により殉教。彼らはナバレテ神父とアヤラ神父の宿主をしていた。
シモン清田木斎　(1620年殉教)
シモンはイエズス会の神父たちとともに伝道師をしていた。そしてオルファネル神父とルエダ神父の宿主であった。1620年8月16日、シモン、妻のマグダレナ、従僕トマス源五郎と妻マリア、息子のサンチャゴは大分の小倉で殉教した。彼らはみなロザリオ・コンフラタニティのメンバーであった。
ホアキム･ディアス平山常陳　(1622年殉教)
ホアキムは、1620年8月4日にズニガ神父とフロレス神父を日本へ渡航させた船の船長であった。ドミニコ会士たちの日本渡航を手助けしたため死刑となった。長崎で1622年8月19日に上記の2人の宣教者たちとともに火で生きながら焼かれて死に至った。殉教の前に彼の目の前で協力者だったら12人の乗組員も斬首刑により殉教した。すべての乗組員も船長と同じくロザリオ・コンフラタニティのメンバーであった。彼らはみんな列副された。彼らの名前は以下となる。
レオン助右衛門（船の甲板長）、ジョアン宮崎宗右衛門（船上の公証人）、ミゲル･ディアス（船員）、マルコス竹之島新右衛門（船員）、トマス小柳（船員）、アントニオ浜田（船員）、サンチャゴ松尾でんし（船員）、ロレンソ六右衛門（船員）、パブロ三吉（船員）、ファンやご庄衛門（船員）、バルトロメ茂兵衛（船員）、ファン永田又吉（船員）。
ルシア･デ･フレイタス　(1622年殉教)
ルシアは、ポルトガル人フェリペ・デ・フレイタスの妻であった。その時、夫は日本に不在であった。彼女は長崎でロザリオ・コンフラタニティの財務係をしていた。また、熱心なフランシスコ会第三会員であった。宣教者たち、特にフランシスコ会宣教師たちの宿主をよくしていたので告発され、逮捕され、生きたまま火刑に処された。
アントニオ三箇　(1622年殉教)
アントニオは、イエズス会の伝道士であったがキリスト教徒であることを告白し、火刑により殉教した。彼は、棄教したという噂を打ち消すために公に信仰を告白した。妻のマグダレナもキリスト教徒でロザリオ・コンフラタニティのメンバーであった。そのため彼女も彼の目の前で斬首刑により殉教した。
アントニオ「高麗人」　(1622年殉教)
「高麗人」と呼ばれていたアントニオは、イエズス会の熱心な支持者であった。セバスチャン木村神父が彼の家に隠れていたときもあった。アントニオは勇敢に宣教者たちに宿を供給すると宣言していた。また、当時のドミニコ会の地方の司教代理だったカステレット神父のリクエストによりドミニコ会士たちの宿主を務めた。アントニオの妻ドミンガもロザリオ・コンフラタニティのメンバーであった。彼女と彼らの2人の息子たち（フアン12才とペドロ3才）は、アントニオの目の前で斬首刑により殉教した。その後、彼も火刑により殉教した。
他には列副されなかった殉教者たちもドミニコ会の記録には掲載されている。

## ロザリオ・コンフラタニティの主要なルール
メンバーには次のルールが強く推奨されている（必須でない）。
1.コンフラタニティの名簿に自分の氏名を登録し、可能なら入会日に赦しの秘跡、御聖体拝領、ロザリオのお祈りをすること。
2.祝福されたロザリオの数珠を保有すること。
3.ロザリオを毎日か少なくとも一週間に一度は唱えること。
4.できる時にはいつでも毎月の初土曜日に赦しの秘跡と御聖体拝領を受け、ロザリオの祈祷に参加すること。
5.上記のルールには罪の束縛がない（果たさなくても罪とはならない）。
日本のインターネットにおいてもこれらのルールについての本部の資料を翻訳したページ（非公式）が存在する。